# Synyczyne
Synyczyne (ukr. Синичине) – wieś na Ukrainie, w obwodzie charkowskim, w rejonie iziumskim. W 2001 liczyła 102 mieszkańców.
W latach 2009-2025 miejscowość nosiła nazwę Synyczeno (ukr. Синичено).